# Castillo de Sofiero
El castillo de Sofiero se halla en el municipio de Helsingborg, Escania, Suecia. Actualmente funciona como restaurante, cafetería y en ocasiones como galería de arte. Debe su nombre a la reina Sofía de Suecia y Noruega.
Fue una de las residencias de la familia real sueca. Originalmente fue construido en 1864 por los entonces príncipes Óscar y Sofía, siendo agrandado cuando éstos se convirtieron en reyes.
En 1905 el castillo fue otorgado como regalo de bodas por Óscar II a su nieto el príncipe Gustavo Adolfo (futuro rey Gustavo VI Adolfo) y a su esposa Margarita de Connaught. Sirvió como residencia oficial de verano del rey Gustavo VI Adolfo hasta su muerte en 1973. En su testamento, el rey donó el castillo al municipio de Helsingborg.
El castillo posee un parque con extensos jardines y zonas arboladas producto de la iniciativa de la princesa Margarita. Es también famosa su colección de plantas locales y exóticas, en particular la colección de Rhododendron, cultivadas por el mismo rey Gustavo VI Adolfo. Asimismo existe una pequeña colección de arte moderno.
Las zonas de césped son utilizadas en ocasiones para conciertos al aire libre, tanto de estrellas suecas como internacionales.
- Datos: Q891918
- Multimedia: Sofiero / Q891918